# Omar Jerrari
Omar Jerrari (en arabe : عمر الجيراري), né le 25 mai 1994 à El Jadida, est un footballeur marocain évoluant au poste d'arrière gauche au Maghreb de Fès.

## Biographie
Omar Jerrari fait ses débuts professionnels en 2013 en sortant du centre de formation du DH El Jadida. Jouant en tant que doublure, il joue seulement quatre matchs en Botola Pro, avant de s'engager à l'Union Touarga Sport en D2 marocaine.
Le 1er août 2018, il signe pour une saison au Wydad de Fès en D2 marocaine. Avec le club fessi, il atteint la finale de la Coupe du Maroc 2018. Il se met en évidence lors de la finale disputée face à la Renaissance sportive de Berkane, en inscrivant un but. Il ne peut toutefois empêcher la défaite de son équipe, après une séance de tirs au but. 
Le 20 juin 2019, il signe un contrat de quatre ans aux FAR de Rabat. Le 7 octobre 2020, il marque son premier but sous les couleurs des FAR en championnat contre la Renaissance Zemamra.
Le 17 juillet 2022, il s'engage pour deux saisons au Maghreb de Fes.

## Palmarès
Wydad de Fès
- Coupe du Maroc :
  - Finaliste : 2018.